# Niebieska Przełęcz
Niebieska Przełęcz (niem. Mittlere Seealmscharte, słow. Niebieska štrbina, węg. Niebieska-csorba) – położona na wysokości 2230 m (lub według innych źródeł 2225 m) wąska przełączka we wschodniej grani Świnicy w polskich Tatrach Wysokich, znajdująca się pomiędzy Niebieską Turnią (2258 m) na zachodzie a Zawratową Turnią (2247 m) na wschodzie. Stoki południowe spod przełęczy opadają do Dolinki pod Kołem w Dolinie Pięciu Stawów Polskich, sporo poniżej przełęczy prowadzi nimi czerwony szlak turystyczny z Kasprowego Wierchu na Zawrat. Stoki północne spod przełęczy opadają urwiskami do Mylnej Kotlinki w Dolinie Zielonej Gąsienicowej.
Najłatwiej jest osiągalna z Zawratu przez Zawratową Turnię – droga zajmuje 30 min. Na Niebieską Przełęcz nie prowadzi żaden szlak turystyczny, jest ona więc dostępna jedynie dla taterników, czasami zjeżdżają z niej narciarze (zjazd bardzo trudny, 4 stopień trudności).
Pierwsze wejścia:
- latem: Mieczysław Świerz i Tadeusz Świerz, 7 sierpnia 1906 r.,
- zimą: Józef Oppenheim, Mieczysław Świerz i Władysław Ziętkiewicz, 14 kwietnia 1921 r.[3]

Podobnie jak w przypadku pozostałych pobliskich obiektów nazwa pochodzi nie od barwy niebieskiej, ale od góralskiego nazwiska Niebies.

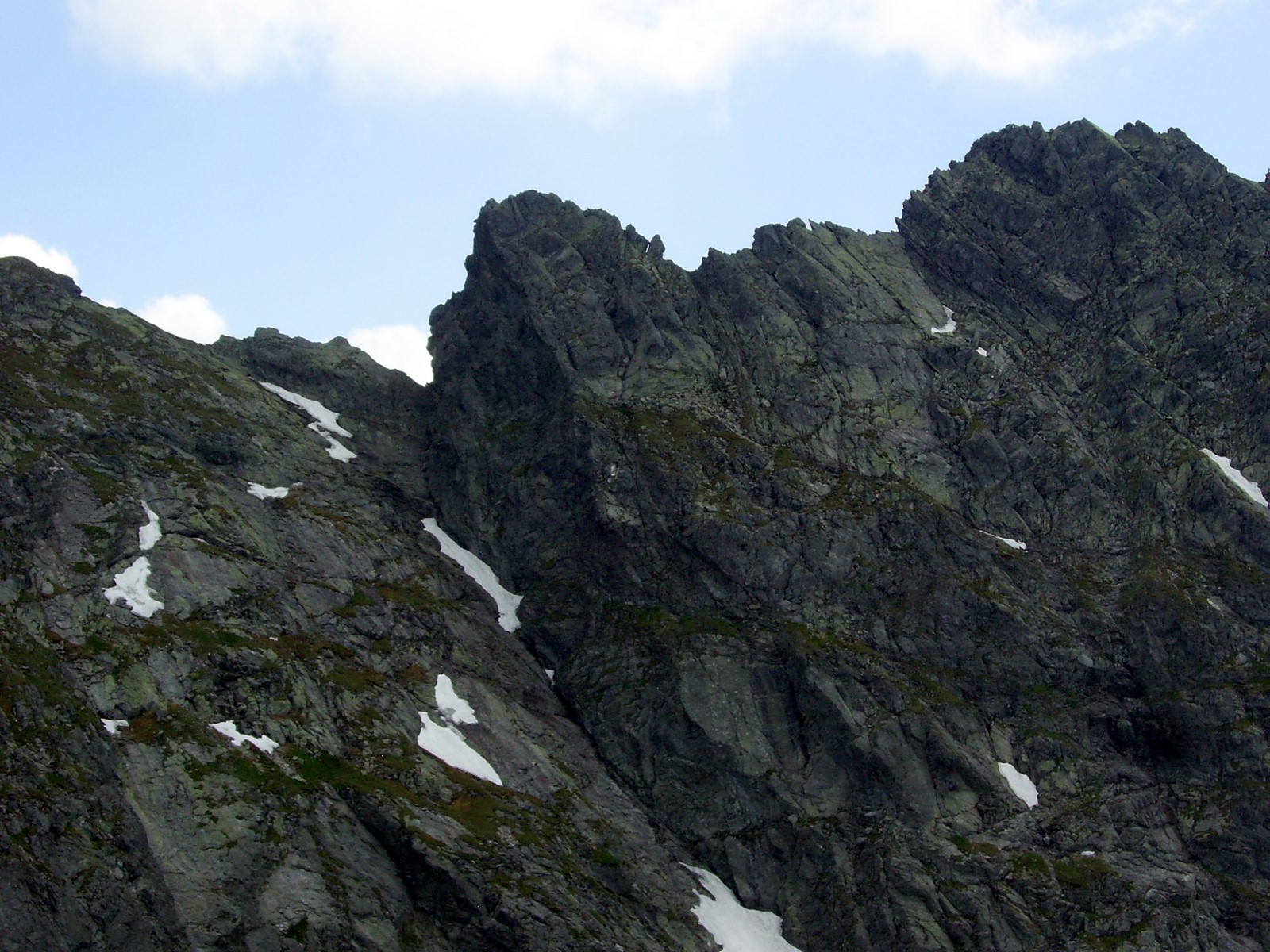
Zawratowa Turnia po lewej, na prawo od niej Niebieska i Gąsienicowa Turnia